# Catai

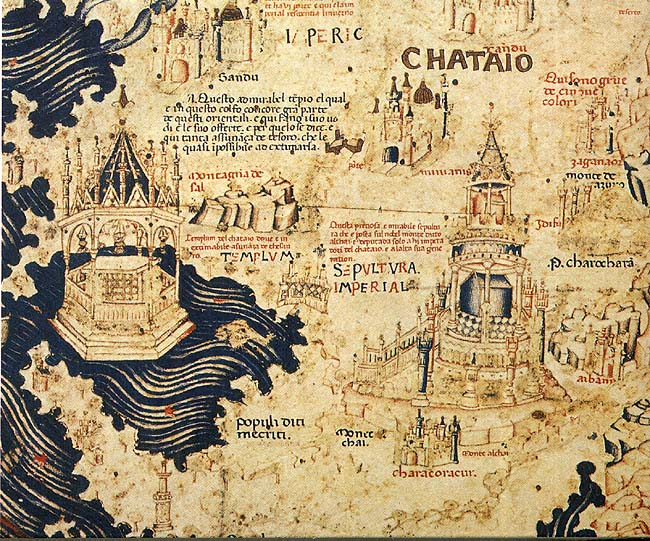
"Chataio" al Mapa del Fra Mauro (al voltant del 1450). Tingueu en compte que el sud es troba en la part superior.

Catai és un nom alternatiu per a la Xina vingut de la meitat del segle xii a partir del mot khitana (xinès tradicional: 契丹, xinès simplificat: 契丹, pinyin: Qìdān), el nom d'una ètnia nòmada que va fundar la Dinastia Liao que va governar una gran part del nord de la Xina des del 907 al 1125, i que va tenir un segle després un estat propi (l'Imperi Kara-kitan) centrat al voltant de l'actual Kirguizstan.